# San Antonio las Delicias
San Antonio las Delicias är en ort i Mexiko.   Den ligger i kommunen Ocosingo och delstaten Chiapas, i den sydöstra delen av landet, 800 km öster om huvudstaden Mexico City. San Antonio las Delicias ligger 1 117 meter över havet och antalet invånare är 875.
Terrängen runt San Antonio las Delicias är kuperad norrut, men söderut är den platt. Runt San Antonio las Delicias är det glesbefolkat, med 16 invånare per kvadratkilometer. Närmaste större samhälle är Chiquinival, 14,9 km nordväst om San Antonio las Delicias. I omgivningarna runt San Antonio las Delicias växer i huvudsak städsegrön lövskog.